# Dupinsche Zyklide

Ring-Zyklide mit Krümmungslinien (Kreise)

Eine Dupinsche Zyklide ist in der Geometrie eine nach dem französischen Mathematiker Charles Dupin benannte Fläche mit besonderen geometrischen Eigenschaften. Die hervorragendste Eigenschaft ist:
(KL) Eine Dupinsche Zyklide wird von zwei sich senkrecht schneidenden Scharen von Kreisen überdeckt. Jeder dieser Kreise ist eine Krümmungslinie.
Die einfachsten Beispiele sind die Rotationstori und weitere torusartige Flächen (s. Bild).
Dupinsche Zykliden wurden nicht nur von Dupin, sondern auch von A. Cayley und J. C. Maxwell intensiv untersucht.
Heute finden Dupinsche Zykliden insbesondere im CAD-Bereich Interesse, da Zyklidenteile durch rationale Funktionen beschrieben werden können und zur Modellierung glatter Übergänge zwischen Kanalflächen (Zylinder, Kegel, Tori, …) geeignet sind.

## Definition einer Dupinschen Zyklide
Dupin untersuchte Flächen, deren Krümmungslinien Kreise sind, und gab 1822 in seinem Buch Applications de Geometrie die folgende Definition einer Klasse von solchen Flächen:
- Die einhüllende Fläche einer Kugelschar, die 3 vorgegebene Kugeln in stetiger Weise berühren, heißt (Dupinsche) Zyklide.

In der Literatur findet man weitere äquivalente Definitionen und Verallgemeinerungen.

## Parameterdarstellung, implizite Darstellung
(KF) Eine Dupinsche Zyklide lässt sich auf zwei Arten als einhüllende Fläche einer einparametrigen Kugelschar beschreiben, d. h. sie ist eine Kanalfläche und lässt sich mit zwei verschiedenen Leitkurven erzeugen. Die Leitkurvenpaare sind Fokalkegelschnitte und bestehen entweder aus einer Ellipse und einer Hyperbel oder zwei Parabeln, wobei die Scheitel der Ellipse die Brennpunkte der Hyperbel und umgekehrt bzw. der Scheitel der einen Parabel der Brennpunkt der anderen und umgekehrt sind. Im ersten Fall nennt man die Zyklide elliptisch im zweiten Fall parabolisch. In beiden Fällen liegen die Kegelschnitte in zueinander senkrechten Ebenen. Die Hyperbel kann in Ausnahmefällen (wenn die Ellipse ein Kreis ist) zu einer Gerade entarten. Die Zyklide ist dann ein Rotationstorus.
Das Leitkurvenpaar ist jeweils die zu zwei Kurven entartete Brennfläche der Zyklide.

### Elliptische Zykliden
Eine elliptische Zyklide lässt sich durch folgende Parameterdarstellung beschreiben (siehe Abschnitt Zyklide als Kanalfläche):

Bedeutung der Formparameter. Hier ist: und
ist der Radius der erzeugenden Kugel in den Nebenscheiteln der Ellipse (s. Zyklide als Kanalfläche)
Die beiden senkrechten Kreise mit den Mittelpunkten haben die Radien.

{\displaystyle x={\frac {d(c-a\cos u\cos v)+b^{2}\cos u}{a-c\cos u\cos v}}\ ,}
{\displaystyle y={\frac {b\sin u(a-d\cos v)}{a-c\cos u\cos v}}\ ,}
{\displaystyle z={\frac {b\sin v(c\cos u-d)}{a-c\cos u\cos v}}\ ,}
{\displaystyle 0\leq u,v<2\pi \ .}
Die Zahlen {\displaystyle a,b,c} mit {\displaystyle \ a>b>0,\;c^{2}=a^{2}-b^{2}} sind die große bzw. kleine Halbachse einer Ellipse in der x-y-Ebene und {\displaystyle c} deren lineare Exzentrizität:
{\displaystyle {\frac {x^{2}}{a^{2}}}+{\frac {y^{2}}{b^{2}}}=1,\quad z=0\ .}
Die Hyperbel
{\displaystyle {\frac {x^{2}}{c^{2}}}-{\frac {z^{2}}{b^{2}}}=1,\quad y=0\;}
in der x-z-Ebene ist der zur Ellipse gehörige Fokalkegelschnitt, d. h. die Brennpunkte der Ellipse sind die Scheitel der Hyperbel und die Scheitel der Ellipse sind die Brennpunkte der Hyperbel. Die beiden Kegelschnitte bilden die zu zwei Kurven ausgearteten Brennflächen (hier: Brennlinien) der Zyklide.
Die Zahl {\displaystyle \;d\geq 0\ } ist ein Formparameter der Zyklide. Bei einer Ringzyklide ist {\displaystyle d} ein mittlerer Radius der die Zyklide als Kanalfäche erzeugenden Kugeln. Bei einem Rotationstorus ist {\displaystyle d} der Radius des rotierenden Kreises.
Für {\displaystyle u={\text{const.}}} bzw. {\displaystyle v={\text{const.}}} erhält man gerade die Krümmungslinien (Kreise) der Fläche.
Die jeweilige implizite Darstellung ist:
{\displaystyle (x^{2}+y^{2}+z^{2}+b^{2}-d^{2})^{2}-4(ax-cd)^{2}-4b^{2}y^{2}=0\ .}
Falls {\displaystyle a=b} ist, wird {\displaystyle c=0}, d. h. die Ellipse wird zum Kreis und die Hyperbel artet zur Gerade aus. Die zugehörigen Zykliden sind dann Rotationstori.
| (ellipt.) Dupinsche Zykliden für Formparameter a, b, c, d | (ellipt.) Dupinsche Zykliden für Formparameter a, b, c, d | (ellipt.) Dupinsche Zykliden für Formparameter a, b, c, d | (ellipt.) Dupinsche Zykliden für Formparameter a, b, c, d | (ellipt.) Dupinsche Zykliden für Formparameter a, b, c, d | (ellipt.) Dupinsche Zykliden für Formparameter a, b, c, d |
| --------------------------------------------------------- | --------------------------------------------------------- | --------------------------------------------------------- | --------------------------------------------------------- | --------------------------------------------------------- | --------------------------------------------------------- |
| {\displaystyle d=0}                                       | {\displaystyle 0<d<c}                                     | {\displaystyle d=c}                                       | {\displaystyle c<d}                                       | {\displaystyle d=a}                                       | {\displaystyle a<d}                                       |
|                                                           |                                                           |                                                           |                                                           |                                                           |                                                           |
| symm. Hornzyklide                                         | Hornzyklide                                               | Einhornzyklide                                            | Ringzyklide                                               | Ringzyklide                                               | Spindelzyklide                                            |

Intuitiver als die Formparameter {\displaystyle a,b,c,d} sind die Schnittpunkte der Zyklide mit der x-Achse. Siehe hierzu den Abschnitt Zyklide durch 4 Punkte auf der x-Achse.

### Parabolische Zykliden
Eine parabolische Zyklide lässt sich durch die folgende Parameterdarstellung beschreiben (siehe Abschnitt Zyklide als Kanalfläche):

Parabolische Zyklide mit Leitparabeln

{\displaystyle x={\frac {p}{2}}\,{\frac {2v^{2}+k(1-u^{2}-v^{2})}{1+u^{2}+v^{2}}}\ ,}
{\displaystyle y=pu\,{\frac {v^{2}+k}{1+u^{2}+v^{2}}}\ ,}
{\displaystyle z=pv\,{\frac {1+u^{2}-k}{1+u^{2}+v^{2}}}\ ,}
{\displaystyle -\infty <u,v<\infty \ .}
Dabei bestimmt {\displaystyle p} die Form der beiden Parabeln (Fokalkegelschnitte):
{\displaystyle y^{2}=p^{2}-2px,\ z=0\ } (im Bild rot) und
{\displaystyle z^{2}=2px,\ y=0\ } (blau).
(Zur geometrischen Bedeutung von {\displaystyle p}: siehe Parabel). Der Formparameter {\displaystyle k} legt den Durchmesser des horizontalen Loches in Vielfachen von {\displaystyle p/2} fest. Für {\displaystyle k=0{,}5} haben beide Löcher denselben Durchmesser. Im Bild ist {\displaystyle k=0{,}7}.
Eine zugehörige implizite Darstellung ist
{\displaystyle \left(x+\left({\frac {k}{2}}-1\right)p\right)\left(x^{2}+y^{2}+z^{2}-{\frac {k^{2}p^{2}}{4}}\right)+pz^{2}=0\ .}
| parabolische Dupinsche Zykliden für Designparameter p=1, k | parabolische Dupinsche Zykliden für Designparameter p=1, k | parabolische Dupinsche Zykliden für Designparameter p=1, k |
| ---------------------------------------------------------- | ---------------------------------------------------------- | ---------------------------------------------------------- |
| {\displaystyle k=0{,}5}                                    | {\displaystyle k=1}                                        | {\displaystyle k=1{,}5}                                    |
|                                                            |                                                            |                                                            |
| Ringzyklide                                                | Einhornzyklide                                             | Zweihornzyklide                                            |

Bemerkung: Die Lücken bei der Darstellung der Kreise entstehen durch die notwendige Beschränkung der Parameter {\displaystyle u,v}.

## Zyklide als Kanalfläche

Dupinsche Zyklide als Kanalfläche (Einhüllende einer Kugelschar)

In dem Buch Analytische Geometrie gibt Wilhelm Blaschke die folgenden zwei Konstruktionen einer Zyklide als Kanalfläche an:

### Ellipse als Leitkurve
In der x-y-Ebene ist die Ellipse mit der Gleichung
{\displaystyle {\frac {x^{2}}{a^{2}}}+{\frac {y^{2}}{b^{2}}}=1\ ,\ z=0}
mit {\displaystyle a>b} als Leitkurve gegeben. Sie hat die Parameterdarstellung
{\displaystyle \ x=a\cos \varphi \;,\ y=b\sin \varphi \;,\ z=0\ .}
Dabei ist {\displaystyle a} die große und {\displaystyle b} die kleine Halbachse der Ellipse. Im Folgenden ist {\displaystyle c} die lineare Exzentrizität der Ellipse, d. h. es ist {\displaystyle c^{2}=a^{2}-b^{2}}.
Die Radien der erzeugenden Kugeln sind
{\displaystyle r(\varphi )=d-c\cos \varphi \ .}
{\displaystyle d} ist ein Formparameter. Man kann ihn als einen mittleren Kugelradius ansehen. Im Fall {\displaystyle c=0} ist die Ellipse ein Kreis und die Zyklide ein Rotationstorus mit kleinem Radius {\displaystyle d}.

Eigenschaft der Brennpunkte der Leitellipse. Die Ellipse ist die Äquidistanzkurve des blauen und lila Kreises.

Im Bild ist {\displaystyle \;a=1,\;b=0{,}99,\ d=0{,}25\;}.

### Eigenschaft von Maxwell
Die folgende einfache Beziehung zwischen dem jeweiligen Kugelmittelpunkt (Ellipsenpunkt) und dem zugehörigen Kugelradius geht auf Maxwell zurück:
- Die Summe aus Kugelradius und Abstand des Kugelmittelpunktes (Ellipsenpunkt) von einem der beiden, aber fest gewählten, Brennpunkte der Leitellipse ist konstant.

Nachweis
Die Brennpunkte der obigen Ellipse {\displaystyle \ E=(a\cos \varphi ,b\sin \varphi ,0)\ } sind {\displaystyle \ F_{i}=(\pm c,0,0)\ }. Wählt man {\displaystyle \ F_{1}=(c,0,0)\ } aus und berechnet den Abstand {\displaystyle \ |EF_{1}|\ }, so ergibt sich {\displaystyle \ |EF_{1}|=a-c\cos \varphi \ }. Mit dem obigen Kugelradius ist {\displaystyle \ |EF_{1}|-r=a-d\ }.
Wählt man den anderen Brennpunkt aus, ergibt sich {\displaystyle \ |EF_{2}|+r=a+d\ .}
D. h.: In der x-y-Ebene sind die Einhüllenden der Kugelkreise zwei Kreise mit den Brennpunkten der Leitellipse als Mittelpunkte und den Radien {\displaystyle a\pm d} (siehe Bild).

### Zyklide durch 4 Punkte auf der x-Achse

Zur Bestimmung der Formparameter a,b,c,d nach Vorgabe von

Oben: Ringzyklide mit
Mitte: Hornzyklide mit
Unten: Spindelzyklide mit

Die Maxwell-Eigenschaft erlaubt es, eine zur x-z-Ebene und x-y-Ebene symmetrische Ring-Zyklide durch die Vorgabe ihrer Schnittpunkte auf der x-Achse festzulegen:
Gegeben: Vier Punkte {\displaystyle x_{1},x_{2},x_{3},x_{4}} auf der x-Achse (s. Bild).
Gesucht: Mittelpunkt {\displaystyle m_{0}}, Halbachsen {\displaystyle a,b}, lineare Exzentrizität {\displaystyle c} und Brennpunkte der Leitellipse sowie der mittlere Radius {\displaystyle d} der Ringzyklide.
Aus den Maxwell-Eigenschaften ergibt sich zunächst
{\displaystyle 2(a+d)=x_{1}-x_{4}\;,\quad \ 2(a-d)=x_{2}-x_{3}\ }
und daraus
{\displaystyle a={\frac {1}{4}}\left(x_{1}+x_{2}-x_{3}-x_{4}\right),\quad } {\displaystyle d={\frac {1}{4}}\left(x_{1}-x_{2}+x_{3}-x_{4}\right)\ .}
Die Lage der Brennpunkte (auf der x-Achse) ist
{\displaystyle f_{1}={\frac {1}{2}}(x_{2}+x_{3}),\quad f_{2}={\frac {1}{2}}(x_{1}+x_{4})} und damit
{\displaystyle c={\frac {1}{4}}\left(-x_{1}+x_{2}+x_{3}-x_{4}\right)\;,\quad \ b={\sqrt {a^{2}-c^{2}}}\ }
Der Mittelpunkt der Fokal-Kegelschnitte liegt bei
{\displaystyle m_{0}={\frac {1}{4}}\left(x_{1}+x_{2}+x_{3}+x_{4}\right)\ .}
Bei Verwendung der obigen Parameterdarstellung muss man den hier verschobenen Mittelpunkt berücksichtigen!
Bedeutung der Anordnung von {\displaystyle x_{1},x_{2},x_{3},x_{4}}
(H) Vertauscht man im Beispiel {\displaystyle x_{1},x_{2}}, entsteht eine Hornzyklide.

(S) Vertauscht man {\displaystyle x_{2},x_{3}}, ergibt sich eine Spindelzyklide.

(E) Setzt man {\displaystyle x_{1}=x_{2}=2} entsteht eine Einhornzyklide.

(R) Setzt man {\displaystyle x_{2}=x_{3}=0}, erhält man eine sich im Nullpunkt berührende Ringzyklide.

### Parallelflächen

Parallelflächen einer Zyklide mit Parameter

Vergrößert oder verkleinert man den Parameter {\displaystyle d} so, dass keine neuen Typen (Hornzykliden …) entstehen, so erhält man (analog zu Parallelkurven) parallele Flächen, die wieder Zykliden sind (siehe Bild).

### Hyperbel als Leitkurve

Maxwell-Eigenschaft für Hyperbel. Der Hyperbelast ist auch die Äquidistanzkurve der beiden grauen Kreise.

In dem Buch wird auch die zweite Erzeugung der Zyklide als Kanalfläche mit den Mittelpunkten auf der zur obigen Ellipse gehörigen Fokalhyperbel beschrieben. Die Gleichung der Hyperbel ist
{\displaystyle {\frac {x^{2}}{c^{2}}}-{\frac {z^{2}}{b^{2}}}=1\ ,\ y=0\ .}

Zyklide mit zwei Berührkugeln, deren Mittelpunkte auf der Fokalhyperbel liegen

In diesem Fall berühren die Kugeln die Zyklide von außen in der zweiten Schar von Kreisen. Zu jedem Ast der Hyperbel gehört eine Teilschar von Kugeln. Die Kugeln der einen Schar umschließen die Zyklide (im Bild: lila Kugel). Die andere Schar wird von der Zyklide von außen berührt (im Bild: blau).
Die Hyperbel hat die Parameterdarstellung
{\displaystyle (\pm c\cosh \psi ,0,b\sinh \psi )\ .}
Die Radien der zugehörigen Kugeln sind
{\displaystyle R(\psi )=a\cosh \psi \mp d\ .}
Im Torusfall ({\displaystyle c=0}) artet die Hyperbel in die Torusachse aus.

### Maxwell-Eigenschaft für Hyperbel
Die Brennpunkte der Hyperbel {\displaystyle \;H_{\pm }(\psi )=(\pm c\cosh \psi ,0,b\sinh \psi )\;} sind {\displaystyle \;F_{i}=(\pm a,0,0)\;}. Für den Abstand des Hyperbelpunktes {\displaystyle \;H_{+}(\psi )=(c\cosh \psi ,0,b\sinh \psi )\;} vom Brennpunkt {\displaystyle F_{1}} ergibt sich {\displaystyle \;|H_{+}F_{1}|=a\cosh \psi -c\;} und mit dem Kugelradius {\displaystyle R_{+}(\psi )=a\cosh \psi -d} schließlich {\displaystyle \;|H_{+}F_{1}|-R_{+}=d-c\;}. Analog ergibt sich {\displaystyle \;|H_{+}F_{2}|-R_{+}=d+c\;} . Für einen Punkt auf dem zweiten Ast erhält man: {\displaystyle \;R_{-}-|H_{-}F_{1}|=d-c\;,\ R_{-}-|H_{-}F_{2}|=d+c\;.}
D.h.: In der x-z-Ebene hüllen die Kreise (Schnitte der Kugeln mit der x-z-Ebene) mit den Mittelpunkten {\displaystyle H_{\pm }(\psi )} und Radien {\displaystyle R_{\pm }(\psi )} die beiden Kreise (im Bild grau) mit Mittelpunkte {\displaystyle F_{1/2}=(\pm a,0,0)} und Radien {\displaystyle d\mp c} ein.

Punktkonstruktion

### Herleitung der Parameterdarstellung

#### Elliptische Zyklide
Die Ellipse und die Hyperbel sind die zu einem Kurvenpaar ausgearteten Brennflächen (hier: Brennlinien) der durch sie und dem Parameter {\displaystyle d} eindeutig bestimmten Zyklide. Ist {\displaystyle E,H} ein beliebiges Punktepaar der Ellipse und Hyperbel, so gilt (wegen der Eigenschaft von Brennflächen):
1) die Gerade {\displaystyle {\overline {EH}}} ist eine Normale der Zyklide und
2) der zugehörige Zyklidenpunkt teilt die Strecke {\displaystyle EH} im Verhältnis der zugehörigen Kugelradien {\displaystyle r,R}.
Mit Parameterdarstellung und Kugelradius der
Ellipse {\displaystyle \quad \ \ \ E(u)=(a\cos u,b\sin u,0),\quad r(u)=d-c\cos u\ \ ,}
Hyperbel {\displaystyle \quad H(v)=({\frac {c}{\cos v}},0,b\tan v),\quad R(u)={\frac {a}{\cos v}}-d\ .}
(Zur etwas ungewohnten, aber hier geeigneteren, Parameterdarstellung der Hyperbel siehe: Hyperbel.)
erhält man den zugehörigen Zyklidenpunkt (siehe Bild):
{\displaystyle \ P(u,v)={\frac {R(v)}{r(u)+R(v)}}\;E(u)+{\frac {r(u)}{r(u)+R(v)}}\;H(v)\ .}
Es ergibt sich die oben angegebene Parameterdarstellung einer elliptischen Zyklide.
Parametrisiert man die Zyklide so, wie es in dem Artikel für Kanalflächen beschrieben wird, so besteht i. a. nur eine Schar von Parameterkurven aus Kreisen.
Zur Beschreibung der Kugelradien
Um Fallunterscheidungen zu vermeiden, wird hier nur der Fall {\displaystyle 0\leq u,v<{\tfrac {\pi }{2}}} betrachtet. Die anderen Fälle verlaufen analog:
Da {\displaystyle E(u),H(v)} die Krümmungszentren sind, muss gelten (s. Bild)
{\displaystyle r(u)+R(v)=|E(u)H(v)|=\cdots ={\frac {a}{\cos v}}-c\cos u\ .}
Es ist also {\displaystyle \ r(u)=d-c\cos u\ } und {\displaystyle \ R(v)={\frac {a}{\cos v}}-d\ } mit einer beliebigen Zahl {\displaystyle d}.
Die Parameterlinien sind Kreise
Falls {\displaystyle v=v_{0}} ist, gibt es einen senkrechten Kreiskegel, der die Ellipse enthält und den Punkt {\displaystyle H(v_{0})} als Spitze besitzt (s. den Artikel Fokalkegelschnitt). Die Kugel mit {\displaystyle H(v_{0})} als Mittelpunkt und {\displaystyle R(v_{0})} als Radius schneidet aus dem Kegel einen Kreis, die Parameterlinie {\displaystyle P(u,v_{0})}, aus.

Analog ergibt sich, dass {\displaystyle P(u_{0},v)} ein Kreis ist.
Die Kreise sind Krümmungslinien
Hierzu beweist man: 
(KO) Sind E,H zwei Punkte der Ellipse bzw. Hyperbel, so schneiden sich die zugehörigen Kreiskegel mit Spitze E bzw. H durch die Hyperbel bzw. Ellipse (s. vorigen Absatz) entlang der gemeinsamen Gerade EH senkrecht.
Da die Gerade EH in dem auf ihr liegenden Zyklidenpunkt P die Normale ist, schneiden sich in P die beiden Kegel und die Zyklide paarweise orthogonal. Nach dem Satz von Dupin über dreifache Orthogonalsysteme folgt: Die Schnittkurven (Kreise) mit der Zyklide sind Krümmungslinien.
Die Aussage (KO) beweist man, indem man zeigt, dass die Normalebenen der Kegel durch die Gerade EH aufeinander senkrecht stehen. Diese Ebenen gehen durch EH und die jeweiligen Kegelachsen (Tangente der Ellipse in E bzw. Hyperbel in H, siehe Fokalkegelschnitt).
Ein anderer Beweis: Jeder Kreis ist Berührkreis der Zyklide mit einer Kugel. D. h.: alle Normalen entlang eines Kreises gehen durch den Kugelmittelpunkt. Die Normalen bilden also eine Torse (hier Kegel), was zur Folge hat: Der Kreis ist eine Krümmungslinie.

#### Parabolische Zyklide

Erzeugung einer parabolischen Zyklide als Kanalfläche

Die Herleitung der Parameterdarstellung für den parabolischen Fall verläuft analog:
Mit den Parameterdarstellungen und Kugelradien der Leitparabeln (Fokalkegelschnitte):
{\displaystyle P_{1}(u)=\left({\frac {p}{2}}(1-u^{2}),pu,0\right),\quad r_{1}={\frac {p}{2}}(1-k+u^{2})\;}
{\displaystyle P_{2}(v)=\left({\frac {p}{2}}v^{2},0,pv\right),\qquad \qquad r_{2}={\frac {p}{2}}(k+v^{2})\ }
ergibt sich mit
{\displaystyle \ P(u,v)={\frac {r_{2}(v)}{r_{1}(u)+r_{2}(v)}}\;P_{1}(u)+{\frac {r_{1}(u)}{r_{1}(u)+r_{2}(v)}}\;P_{2}(v)}
die obige Parameterdarstellung.

## Dupinsche Zykliden und Inversionen
Für Untersuchungen der Flächen vorteilhaft ist:
(I) Jede Dupinsche Zyklide ist das Bild eines senkrechten Kreiszylinders oder eines senkrechten Kreiskegels oder eines Rotationstorus unter einer Inversion (Spiegelung an einer Kugel).
Die Spiegelung (Inversion) an der Kugel mit der Gleichung {\displaystyle x^{2}+y^{2}+z^{2}=R^{2}} lässt sich analog zur Kreisspiegelung beschreiben durch:
{\displaystyle (x,y,z)\rightarrow {\frac {R^{2}\cdot (x,y,z)}{x^{2}+y^{2}+z^{2}}}\ .}
Die für Zykliden wichtigsten Eigenschaften solch einer Kugelspiegelung sind:
1. Kugeln und Kreise, die den Ursprung nicht enthalten, werden auf ebensolche abgebildet.
2. Ebenen/Geraden durch den Ursprung werden jeweils auf sich abgebildet.
3. Ebenen/Geraden, die den Ursprung nicht enthalten, werden auf Kugeln/Kreise durch den Ursprung abgebildet.
4. Eine Inversion ist involutorisch (identisch mit ihrer Umkehrabbildung).
5. Eine Inversion ist winkeltreu.

Man kann beliebige Flächen mit einer Inversion abbilden. Die obige Abbildungsvorschrift liefert dann sofort eine Parameterdarstellung/implizite Darstellung der Bildfläche, falls die gegebene Fläche parametrisiert/implizit gegeben ist. Im parametrisierten Fall ergibt sich:
{\displaystyle (x(u,v),y(u,v),z(u,v))\rightarrow {\frac {R^{2}\cdot (x(u,v),y(u,v),z(u,v))}{x(u,v)^{2}+y(u,v)^{2}+z(u,v)^{2}}}\ .}

Ringzyklide durch Inversion eines Zylinders an einer Kugel (magenta)

Parabolische Ringzyklide durch Inversion eines Zylinders der den Nullpunkt enthält

Zweihornzyklide durch Inversion eines Kegels

Ringzyklide durch Inversion eines Torus

Aber: Nur senkrechte Kreiszylinder, senkrechte Kreiskegel und Rotationstori werden durch eine Inversion auf Dupinsche Zykliden abgebildet und umgekehrt.
Beispiel Zylinder
1. Da Geraden, die den Nullpunkt nicht enthalten, bei der Spiegelung an der Kugel (im Bild: magenta) auf Kreise durch den Nullpunkt abgebildet werden, ist das Bild des Zylinders eine Ringzyklide, bei der sich die eine Schar von Kreisen im Nullpunkt berühren. Als Bilder von Strecken erscheinen im Bild nur Kreisbögen. Die Kugeln, die den Zylinder von innen berühren, gehen in die erste Kugelschar über, die die Zyklide als Kanalfläche von außen erzeugt. Die Tangentialebenen des Zylinders gehen in die zweite die Zyklide von innen umhüllende Kugelschar über. Letztere Kugeln gehen alle durch den Ursprung.
2. Im zweiten Beispiel geht eine Mantellinie des Zylinders durch den Nullpunkt. Geraden durch den Nullpunkt werden auf sich abgebildet. Deswegen ist das Bild eine unbeschränkte Fläche, also eine parabolische Zyklide.

Beispiel Kegel
Die Mantellinien des Kegels werden auf Kreise abgebildet, die sich im Nullpunkt und im Bild der Kegelspitze schneiden. Das Bild des Kegels ist eine Zweihornzyklide. Im Bild erscheinen die Bilder der Mantelstrecken nur als Kreisbögen.
Beispiel Torus

Ringzyklide mit Villarceau-Kreise

Die beiden Kreisscharen des Torus gehen in die entsprechenden Kreisscharen der Ringzyklide über. Ein sich durchdringender Rotationstorus wird auf eine Spindelzyklide abgebildet.

Villarceau-Kreise bilden zwei weitere Scharen von Kreisen auf einem Torus. Da Kreise bei einer Inversion in der Regel wieder auf Kreise abgebildet werden, liegen auch auf einem invertierten Torus zwei weitere Kreisscharen (siehe Bild).
Verwendet man, wie bei den Villarceau-Kreisen, zur Visualisierung die mitinvertierten Toruskreise, so entsteht keine gute Punkteverteilung des Kreisnetzes. Dies lässt sich verbessern, indem man die Formparameter {\displaystyle a,b,c,d} berechnet und die am Anfang eingeführte Parameterdarstellung verwendet:

Zyklide (blau) durch Inversion eines Torus (schwarz) an der roten Einheits-Kugel

Gegeben: Torus, der aus der Standardposition in x-Richtung verschoben ist. Die Schnitte mit der x-Achse haben die x-Werte {\displaystyle x_{1},x_{2},x_{3},x_{4}} (s. Bild). Alle ungleich Null. Andernfalls entsteht keine Ringzyklide.

Gesucht: Halbachsen {\displaystyle a,b} und lineare Exzentrizität {\displaystyle c} der Leitellipse sowie der mittlere Radius {\displaystyle d} (s. Abschnitt Parameterdarstellung) der bei der Inversion an der Einheitskugel aus dem Torus entstandenen Ringzyklide (im Bild blau).
Aus den Maxwell-Eigenschaften (s. voriger Abschnitt) ergibt sich 
{\displaystyle a={\frac {1}{4}}\left({\frac {1}{x_{1}}}+{\frac {1}{x_{2}}}-{\frac {1}{x_{3}}}-{\frac {1}{x_{4}}}\right),\quad } {\displaystyle d={\frac {1}{4}}\left(-{\frac {1}{x_{1}}}+{\frac {1}{x_{2}}}-{\frac {1}{x_{3}}}+{\frac {1}{x_{4}}}\right)\ } und
{\displaystyle c={\frac {1}{4}}\left({\frac {1}{x_{1}}}-{\frac {1}{x_{2}}}-{\frac {1}{x_{3}}}+{\frac {1}{x_{4}}}\right)\;,\quad \ b={\sqrt {a^{2}-c^{2}}}\ }
Der Mittelpunkt der Fokal-Kegelschnitte liegt bei
{\displaystyle m_{0}={\frac {1}{4}}\left({\frac {1}{x_{1}}}+{\frac {1}{x_{2}}}+{\frac {1}{x_{3}}}+{\frac {1}{x_{4}}}\right)\ .}

## Trivia
Das Museum der Zukunft in Dubai hat die Form einer Dupinschen Ring-Zyklide.